# Vành đai bức xạ Van Allen

Vành đai bức xạ Van Allen (mặt cắt ngang)

Vành đai Van Allen được chuyên gia không gian James Van Allen người Mỹ phát hiện vào năm 1958, đây là một vùng không gian ngoài Trái Đất, vị trí tương đối là phía trên vùng biển Nam Đại Tây Dương, có độ cao từ khoảng 500 đến 58,000 km. Đây là khu vực tập trung mật độ cao các hạt điện tử, proton xuất phát từ Mặt Trời và bị từ trường Trái Đất giữ lại. Vành đai có 2 vùng, cách nhau một khoảng lặng:
- Vành đai trong từ khoảng 1400 km cho đến 13000 km.
- Vành đai ngoài từ khoảng 19000 km cho đến 40000 km.

Cho đến nay đây vẫn là vùng bí ẩn, các nhà khoa học đang tìm hiểu những gì xảy ra ở đây, dự đoán lý thuyết cho rằng khu vực này thường xuyên xảy ra những sự biến đổi không gian và thời gian.